# Vision (engine trò chơi)
Havok Vision Game Engine là một công cụ trò chơi 3D đa nền tảng ban đầu được Trinigy tạo ra và được Havok phát triển, phát hành năm 2003. Đó là trong phiên bản thứ tám của công cụ này, chạy trên Microsoft Windows (DX9, DX10, DX11), Xbox 360, PlayStation 3, Nintendo Wii và Wii U, iOS, Android, Sony 's PlayStation Vita, và hầu hết các trình duyệt chính (IE6 trở lên, Firefox 2.0 trở lên, Google Chrome, Opera 9 trở lên).
Vision Engine 8 đã được ra mắt ngay trước Hội nghị các nhà phát triển trò chơi năm 2010. Trinigy và Vision Engine của công ty này đã được Havok mua lại vào năm 2011. Vision Engine đã ngừng hoạt động mà không có hỗ trợ nào đi kèm nữa.